# Sguardo contemporaneo
Sguardo contemporaneo è un album del cantautore Bugo uscito nel 2006 per la casa discografica Universal.
Per il disco Bugo si è avvalso della collaborazione di Giorgio Canali alla produzione. L'album è stato registrato in presa diretta in studio con una band completa.

## Tracce
1. Plettrofolle
2. Gelato Giallo
3. Che lavoro fai?
4. Oggi è morto spock
5. Ggeell
6. Amore mio infinito
7. Millennia
8. La caffettiera
9. Roma
10. Una forza superiore
11. Quando ti sei addormentata
12. Coda d'Italia

## Formazione
- Bugo - voce, chitarra
- Matteo Castiglioni - basso
- Saverio Lanza - basso (in Che lavoro fai?), chitarra elettrica (in Che lavoro fai?)
- Marzio Del Testa - batteria
- Fabio Bielli - chitarra
- Federico Rubin - organetto (in Coda d'Italia)
- Manuele Fusaroli - sassofono (in Coda d'Italia), cori (in Ggeell)
- Gigi Battistini - cori (in Ggeell)
- Giorgio Canali - cori (in Una forza superiore)
- Mirko Coatti - cori in (in Ggeell)